# 基濟湖
基濟湖是俄羅斯的大型淡水湖，位於哈巴羅夫斯克邊疆區，湖泊面積約280平方公里，最大水深3至4米，毗鄰韃靼海峽。
運河把基濟湖與黑龍江右岸連接，而基濟湖用作漁業。